# 聖若翰節

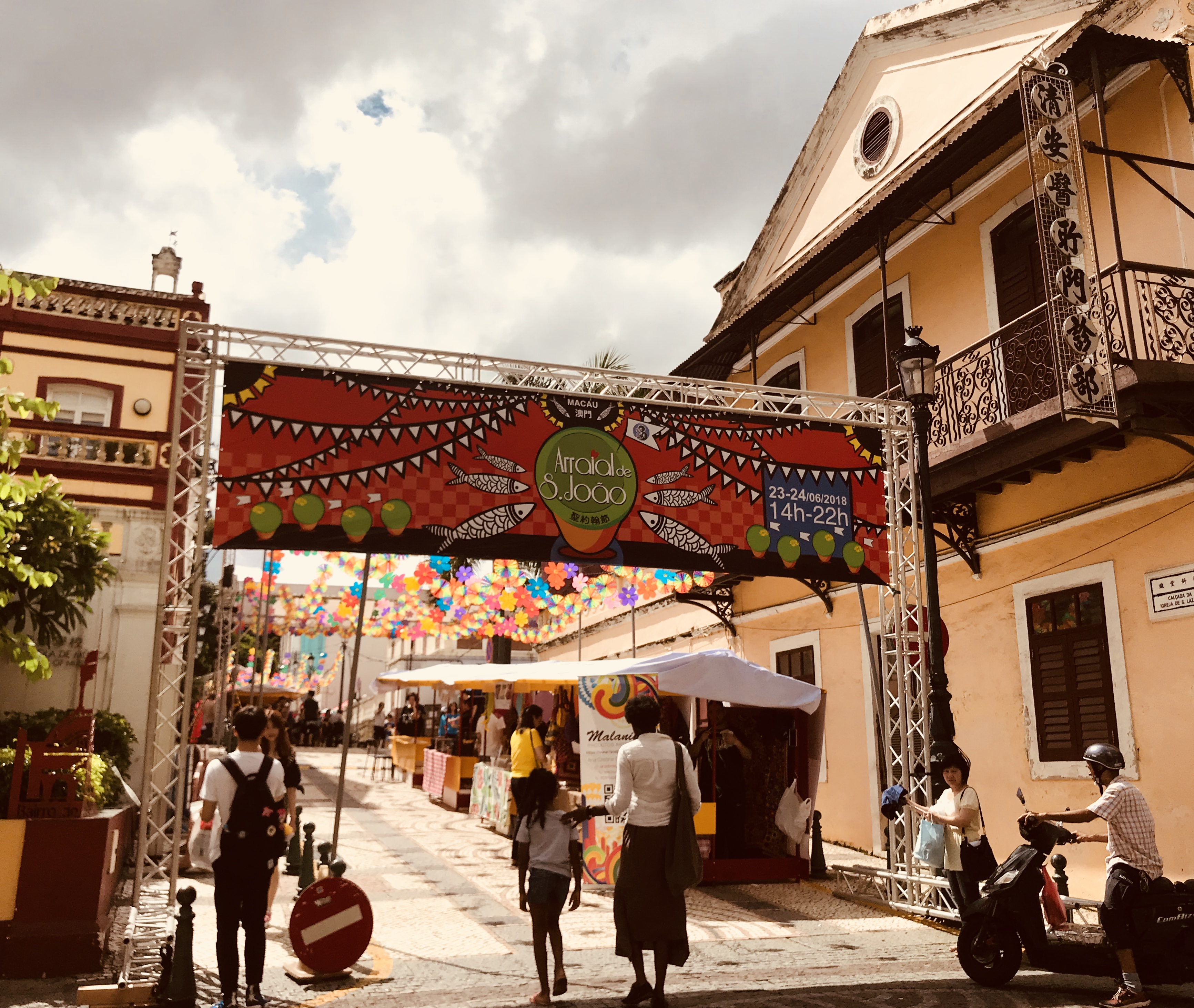
於澳門望德堂瘋堂斜巷舉辦的第十二屆聖若翰節

聖若翰節（葡萄牙語：Nascimento de João Batista 或 Arraial de São João）是澳門葡萄牙人及土生葡人社群的傳統節日及慶祝活動之一，於每年6月舉辦，以紀念澳門葡人於1622年6月24日以少勝多擊退荷蘭入侵者。由於6月24日是天主教的「聖若翰洗者」紀念日，人們認為能夠擊退荷蘭人是因為得到了聖若翰的保佑，故當時的市議員將聖若翰奉為澳門主保，把6月24日定為「澳門主保日」，後來澳葡政府將之改稱為「澳門城市日」，定為公眾假期。1999年澳門回歸後，城市日活動及公眾假期被取消，但土生葡人社群仍以「聖約翰節」的名義繼續舉辦慶祝活動。

## 歷史

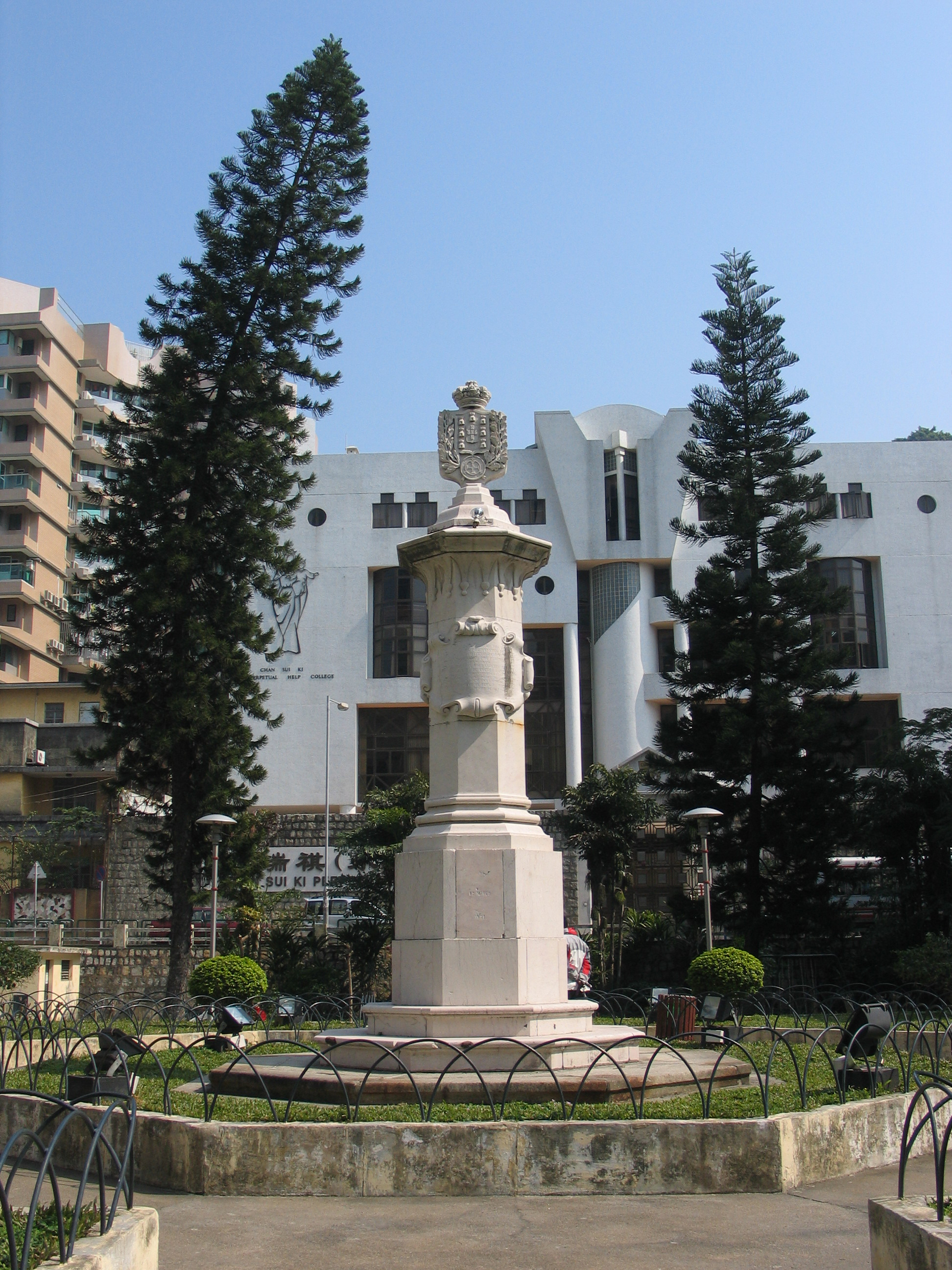
位於得勝花園內的戰勝荷蘭紀念碑

澳門慶祝聖若翰節的歷史源於1622年6月24日。1622年6月22日，葡荷澳門戰役爆發，當時澳葡一方以澳門城內150名居民及士兵的劣勢對抗約800名荷蘭侵略軍，6月24日早上，澳葡士兵在神父的帶領下舉行聖若翰主保日彌撒後正式與荷蘭軍交戰，荷蘭軍擊敗澳葡守軍及搶灘後以600人之勢向城內推進，期間一名耶穌會神父從聖保祿炮台發炮精準地擊中荷蘭軍的火藥馬車，摧毀了敵軍的補給彈藥，導致形勢急劇逆轉，守軍從游擊戰轉為大舉反擊，荷蘭軍在領軍被殺和彈藥盡失下逃回船艦，澳葡守軍最終成功驅趕荷蘭軍獲勝。
由於發炮擊中彈藥車導致形勢改變的是一名耶穌會神父，加上當天是聖若翰瞻禮日，且有人聲稱聖若翰在戰爭期間在大炮台顯現，當地葡萄牙人認為得到聖若翰保佑獲得勝利，故將聖若翰奉為澳門的主保，把當天定為「澳門主保日」，後來澳葡政府將之改為「澳門城市日」，列為公眾假期。1999年，該公眾假期及節日在澳門主權移交後被取消及停止舉辦。
2006年，該傳統活動於澳門重現，六個土生葡人社群達成以「聖約翰節」的名義繼續舉辦慶祝活動的協議，並承諾每年都會在澳門舉辦。截至2018年，該慶祝活動已舉辦了十二屆。

## 慶祝活動

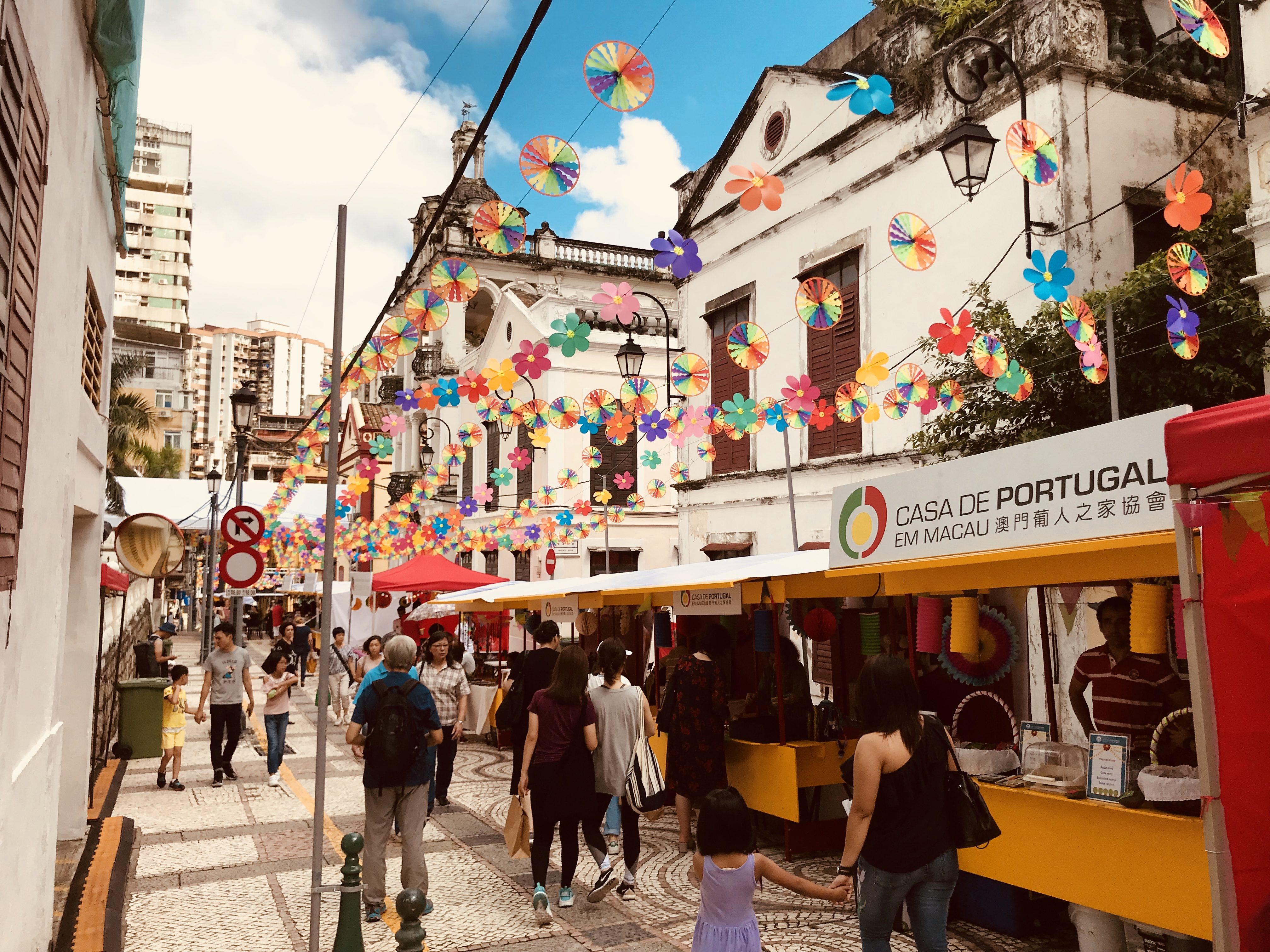
活動中設有遊戲及土生葡人小食等攤位

現時聖若翰節以宣傳當地傳統葡萄牙及土生葡人風情和特色為主題，活動由澳門土生葡人協會、澳門土生葡人青年協會、澳門葡人之家協會、澳門退休、退役及領取撫恤金人士協會、澳門國際研究所、澳門土生教育協進會、澳門葡文學校等協會及機構舉辦，活動中的慶祝活動包括具有土生及葡萄牙特色的音樂和舞蹈、歌手表演以及設有互動遊戲、土生葡人製作的傳統及流行食品、傳統手工藝品及與澳門文化及歷史相關的書籍等攤位。

## 相關事件
2017年，政府部門交通事務局不批准主辦方在瘋堂斜巷舉行慶祝活動，並建議將活動移至空間較為狹窄和陰暗的和隆街，主辦方指和隆街的空間難以擺放活動帳篷，批評當局的決定缺乏理據，傷害土生和葡萄牙人文化，該決定亦可能導致節慶被迫取消，事件引起各方關注，民主派政黨新澳門學社去信相關文化部門及交通事務局要求關注事件。經過一輪商議後，交通事務局改變決定，批准活動在原址舉行。